# 대한민국 국군의 트랜스젠더
대한민국 국군의 트랜스젠더는 대한민국 국군과 트랜스젠더의 관계이다.

## 병역 면제 문제
현재 성주체성장애 및 성선호장애는 4~5급 또는 관찰이 필요하면 7급을 받으므로 본인의 의사에 반해 현역으로 끌려가지는 않는다. 또한 정신과 사유 보충역은 군사훈련이 면제된다. 군 복무를 원하거나 부모로부터 군복무를 하라는 압박을 받는 경우, 이와 관련된 서류를 제출하지 않고 현역에 복무하는 사람도 있다.

## 군 복무를 원하는 트랜스젠더 문제
2020년 변희수 하사가 성전환 사실을 공개하면서 논란이 되었다. 변희수 하사는 태국으로 성전환 수술을 받으러 가겠다는 사적국외여행허가를 받고 출국 후 입국한 뒤 성전환 사실이 확인되어 심신장애 3급을 받고 전역을 결정당했다. 이후 성별 정정이 된 상태에서 인사 소청을 넣었으나 패하여 행정소송을 제기했다. 2021년 10월 7일 변희수 하사가 전역 취소소송 1심에서 승소하였다.

## 같이 보기
- 대한민국의 트랜스젠더
- 대한민국 국군의 성적 지향 및 성정체성
- 트랜스젠더와 병역
- 대한민국의 성소수자 역사
- 대한민국의 성소수자 권리
- 군형법상 추행죄
- 변희수